# ماریتزا مدینا
ماریتزا مدینا (انگلیسی: Maritza Medina؛ زادهٔ ۱۳ ژوئن ۱۹۶۹) بازیگر، شخصیت رادیویی و مدل اهل ایالات متحده آمریکا است.